# بنیاد سیاست‌های استراتژیک استرالیا
بنیاد سیاست‌های استراتژیک استرالیا (به انگلیسی: Australian Strategic Policy Institute; ASPI)  یک اتاق فکر و اندیشکده سیاست دفاعی و استراتژیک مستقر در کانبرا ، قلمرو پایتختی استرالیا است که توسط دولت استرالیا بنیان نهاده شده‌است.  بخشی از بودجه این اندیشکده توسط وزارت دفاع استرالیا تأمین می‌شود. علاوه بر بودجه داخلی، بخشی از بودجه آن توسط دولتهای خارجی مانند وزارت امور خارجه ایالات متحده و همچنین پیمانکاران نظامی تأمین می‌شود. 